# Christian Knorr von Rosenroth
Le baron Christian Knorr von Rosenroth (15 juillet 1636 - 4 mai 1689) est un hébraïste et mystique allemand. Il est l'auteur d'une pièce de théâtre alchimique, Conjugium Pallas et Phoebi (Les Noces de Phoebus et de Pallas, 1677) et de la Kabbala Denudata (1677-1684), « un monument de la kabbale chrétienne au XVIIe siècle. »

## Biographie
Né à Alt-Raudten en Silésie, il est fils d'un pasteur protestant. Il a une grande érudition, qu’il tourne vers les sciences talmudiques et cabalistiques, où il cherche les preuves de la doctrine chrétienne. Il est influencé par le théosophe Jakob Böhme (1575-1624).
De 1668 à sa mort, il vit à Sulzbach-Rosenberg, en Bavière, remplissant le rôle de conseiller du comte palatin Christian-Auguste de Palatinat-Soulzbach (1622-1708). Il reçoit la visite de Leibniz en 1688.
Il devient la lecture de certains amateurs d'ésotérisme comme le Français Eliphas Levi.

## La poésie
Certains des poèmes de Knorr von Rosenroth « comptent parmi les plus beaux de la poésie religieuse allemande » (Gershom Scholem). 

## Lakabbale
« Il étudie pendant quelque temps avec des rabbins tels que Moïse Stern à Amsterdam et acquiert des copies des manuscrits d'Isaac Louria » (G. Scholem). Lié avec François-Mercure Van Helmont, il compose avec lui plusieurs de ses ouvrages.

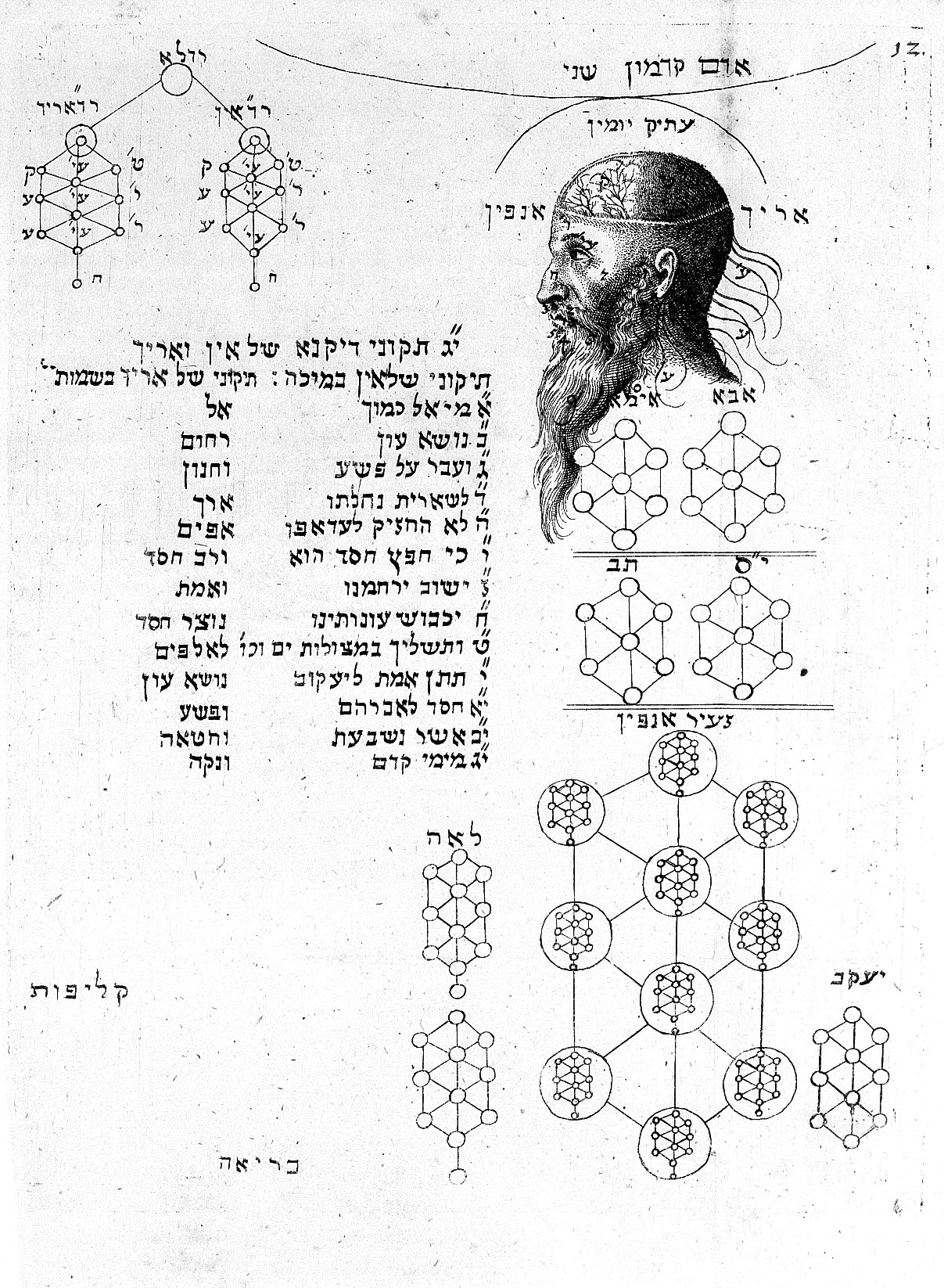
Page de la Kabbala denudata.

On a de lui la Kabbala Denudata (deux volumes publiés à Sulzbach en 1677-1678, puis deux autres à Francfort-sur-le-Main en 1684).
- Le premier tome (Sulzbach, 1677) s'ouvre sur un lexique de 740 p., « Clé pour les Noms divins de la kabbale », établi à partir du Sefer Ha Zohar (vers 1280), des Portes de lumière (Sha'aarei Orah) de Joseph ben Abraham Gikatila (1248-1325) et du Jardin des grenades (Pardes Rimmonim, 1592) de Moses ben Jacob Cordovéro (1522-1570). Suivent des écrits de Cordovéro, Isaac Louria, Naphtali Bacharach (Emek ha-Melek), Abraham Cohen de Herrera (La Porte du ciel). Henry More donne son interprétation de la kabbale. Rosenroth imprima à part l'arbre kabbalistique selon Louria, sur 16 pages.
- Le second tome (Francfort, 1684) donne des traductions du Sefer Ha Zohar ; du Emek ha-Melekh de Naphtali Bacharach sur le tsimtsoum ; du Sifra di-Zeni'uta ;  du Sefer ha-Gilgulim (Le Livre des révolutions) extrait du Etz Hayyim (L'Arbre de vie) attribué à Isaac Louria[2], mais écrit par Haïm Vital[3], ainsi que d'autres commentaires de Vital ; enfin du Marek Kohen d'Issacher Berman ben Naphtali ha-Kohen (1673). Ce tome se termine par l'Adumbratio kabbalae christianae[4], résumé de la kabbale chrétienne, dû à François-Mercure Van Helmont[5].

## Le théâtre
Conjugium Pallas et Phoebi (Les Noces de Phoebus et de Pallas, 1677) est une pièce à machines en cinq actes en alexandrins, entrecoupée de ballets chantés. Elle a été composée à l'occasion des troisièmes noces de l'empereur d'Allemagne Léopold Ier de Habsbourg, mais n'a jamais été représentée. Elle met en scène des personnages mythologiques (Pallas, Cadmus), des allégories (la Ruse, l'Envie) et les sept métaux planétaires. Les thèmes sont empruntés au traité de Michael Maier Atalanta Fugiens (1618) et aux Noces chymiques de Christian Rosencreutz (1616) et chaque scène porte un titre alchimique.

## Bibliographie

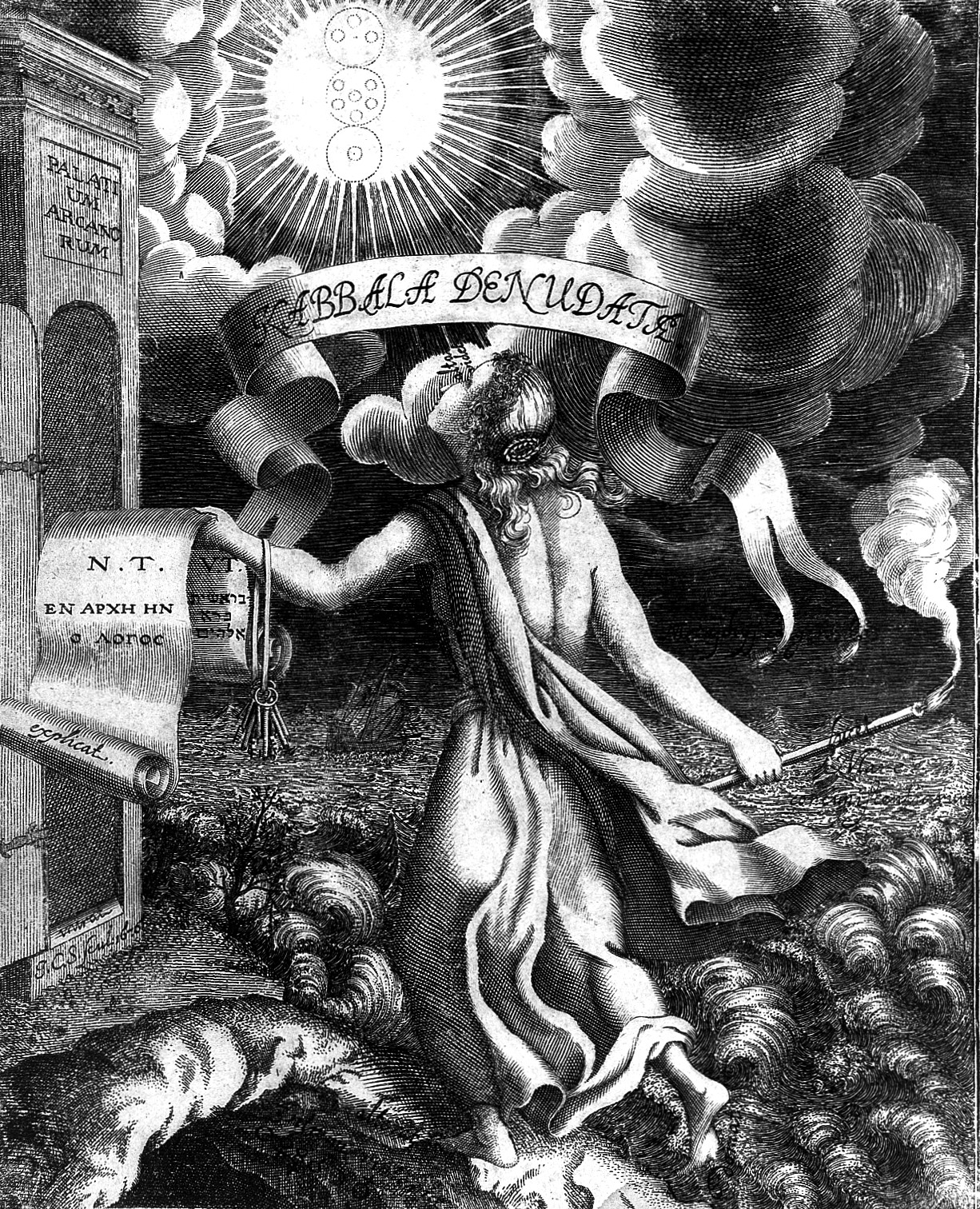
Kabbala denudata.

### Œuvres
- Kabbala denudata, Francfort, J. D. Zunner, 1677-1684, 2 vol., 1307 et 1116 p. in-4°  Trad. an. en 1887 par Samuel Liddell MacGregor Mathers Kabbalah unveiled   Rédigé avec François-Mercure Van Helmont, qui a inclus A Cabbalistical Dialogue (Kabbala denudata, I, 308 sq. ; édition séparée 1682) et, probablement, Adumbratio kabbalae christianae.
- Édition des œuvres de Jean-Baptiste Van Helmont avec le fils de ce dernier, François-Mercure Van Helmont, en 1648, à Amsterdam : Ortus medicinae, id est Initia physicae inaudita… Edente authoris filio, Francisco Mercurio Van Helmont, cum ejus praefatione ex Belgico translatâ. Trad. all. par Christian Knorr von Rosenroth et François-Mercure Van Helmont, 1683 : Aufgang der Artzney-Kunst. Trad. fr. par Jean Leconte, 1670, : Les Œuvres de Jean-Baptiste Van Helmont, traitant des principes de médecine et physique, pour la guérison assurée des maladies.
- Conjugium Pallas et Phoebi (1677) : Les Noces de Phoebus et de Pallas (argument, personnages, machines, décor de l’acte I), traduit de l’allemand par D. Kahn, Chrysopeia, Milan, Archè, no II, 1988.

### Études
- J. C. Wolf, Bibliotheca Hebraica, 1715-1733, t. III p. 979.
- Julius Fürst, Bibliotheca Judaica, 1849-1863, t. II p. 170.
- Heinrich Grätz, Geschichte der Juden, t. X p. 267.
- K. Salecker, Christian Knorr von Rosenroth, Leipzig, 1931.
- Gershom Scholem, Kabbalah, 1974, trad. : La Kabbale : Une introduction. Origines, thèmes et biographies, Gallimard, coll. « Folio Essais », 2005, p. 625-627.
- Didier Kahn, Une pièce de théâtre alchimique Conjugium Pallas et Phoebi de Christian Knorr von Rosenroth, in Théâtre et spectacles hier et aujourd'hui, Époque moderne et contemporaine, Actes du 115e congrès national des sociétés savantes (Avignon 1990), CTHS Paris 1991, p. 33-55,  (ISBN 2-7355-0220-1).